# J Storm
J Storm (яп. 株式会社ジェイ・ストーム) — японська компанія, що належить Johnny & Associates, заснована в 2001 році як лейбл звукозапису для гурту Arashi (岚, «шторм»), і названий на його честь. Крім видання музики, J Storm також займається виробництвом фільмів за участю ідолів агентства Johnny & Associates.
Дистриб'ютором компанії в Гонконзі та Тайвані є Avex Group, в Японії — Sony Music Entertainment Japan, у Кореї — SM Entertainment.

## Виконавці
- Arashi
- KAT-TUN — на дочірньому лейблі J-One Records
- Hey! Say! JUMP
- TOKIO

## Лейбли
- J Storm
- J-One Records — ексклюзивний лейбл гурту KAT-TUN.